# Lomgölen (Blackstads socken, Småland)
Lomgölen är en sjö i Västerviks kommun i Småland och ingår i Botorpsströmmens huvudavrinningsområde.